# Las Cantaderas
La fiesta de las Cantaderas o ceremonial del Foro u Oferta es el nombre que recibe una ceremonia civil y religiosa que se celebra en la ciudad de León (España) el domingo anterior a la festividad de San Froilán, que se celebra el día 5 de octubre. 
Según la tradición popular, esta fiesta conmemora la victoria cristiana en la batalla de Clavijo y la liberación del legendario "Tributo de las cien doncellas", que los reyes asturleoneses venían pagando anualmente a los califas musulmanes. De tal celebración existen referencias escritas del siglo XVI, situando la fecha en el 14 de agosto (fechas coincidentes con la Asunción de la Virgen, el día 15 de agosto).
Hoy la fiesta ha sido trasladada al domingo precedente al 5 de octubre, festividad de San Froilán. La ceremonia se parece a la de entonces: jóvenes ataviadas a la usanza medieval bailan al ritmo marcado por la «sotadera» (mujer mora que debía instruirlas en las costumbres musulmanas, así como convencerlas de su futura felicidad en las tierras del califato), avanzando desde la plaza de San Marcelo hasta la plaza de Regla; detrás la Corporación Municipal, encargada de hacer una ofrenda a la Virgen de Regla, marcha entre maceros de honor. Vuelve a aparecer el carácter de foro u oferta de la ofrenda.
«No hay memoria en la Catedral del año en que empezó la fiesta de las Cantaderas», señala José González en su obra Pulchra Leonina. Aun así, subrayemos que desde enero de 1966, entre la calle del Cardenal Landázuri, antigua calle Canóniga Vieja, y la avenida de los Cubos, una arteria urbana lleva el nombre de calle de Las Cien Doncellas. Se trata de un homenaje público de esta Urbe Regia a dichas jóvenes y, por ende, una remembranza de uno de los capítulos más emotivos de la historia leonesa.

## Historia
El 22 de mayo del año 844, en tiempos de Ramiro I de Asturias (842-850), tuvo lugar la batalla librada en tierras logroñesas de Clavijo por las tropas del citado monarca y las huestes del príncipe omeya Abd al-Rahmán II (833-852), así como la aparición ecuestre del Apóstol Santiago, decantándose en favor de las tropas cristianas. El triunfo del soberano astur trajo consigo la supresión del nefando tributo, concertado con el emirato cordobés, décadas atrás, por el rey Mauregato, (784-789), cifrado en la entrega al sarraceno de cincuenta doncellas provenientes de la nobleza y otras tantas procedentes del pueblo llano. Igualmente, se constata también que hasta el mismo Miguel de Cervantes, valiéndose de Alonso Quijano, habla de este modo del Hijo del Trueno: 
"...este gran caballero de la cruz bermeja háselo dado Dios a España por patrón y amparo suyo, especialmente en los rigurosos trances que con los moros los españoles han tenido, y así, le invocan y llaman como a defensor suyo en todas las batallas que acomete, y muchas veces le han visto visiblemente en ellas, derribando, atropellando y matando los agarenos escuadrones...".

## Celebración

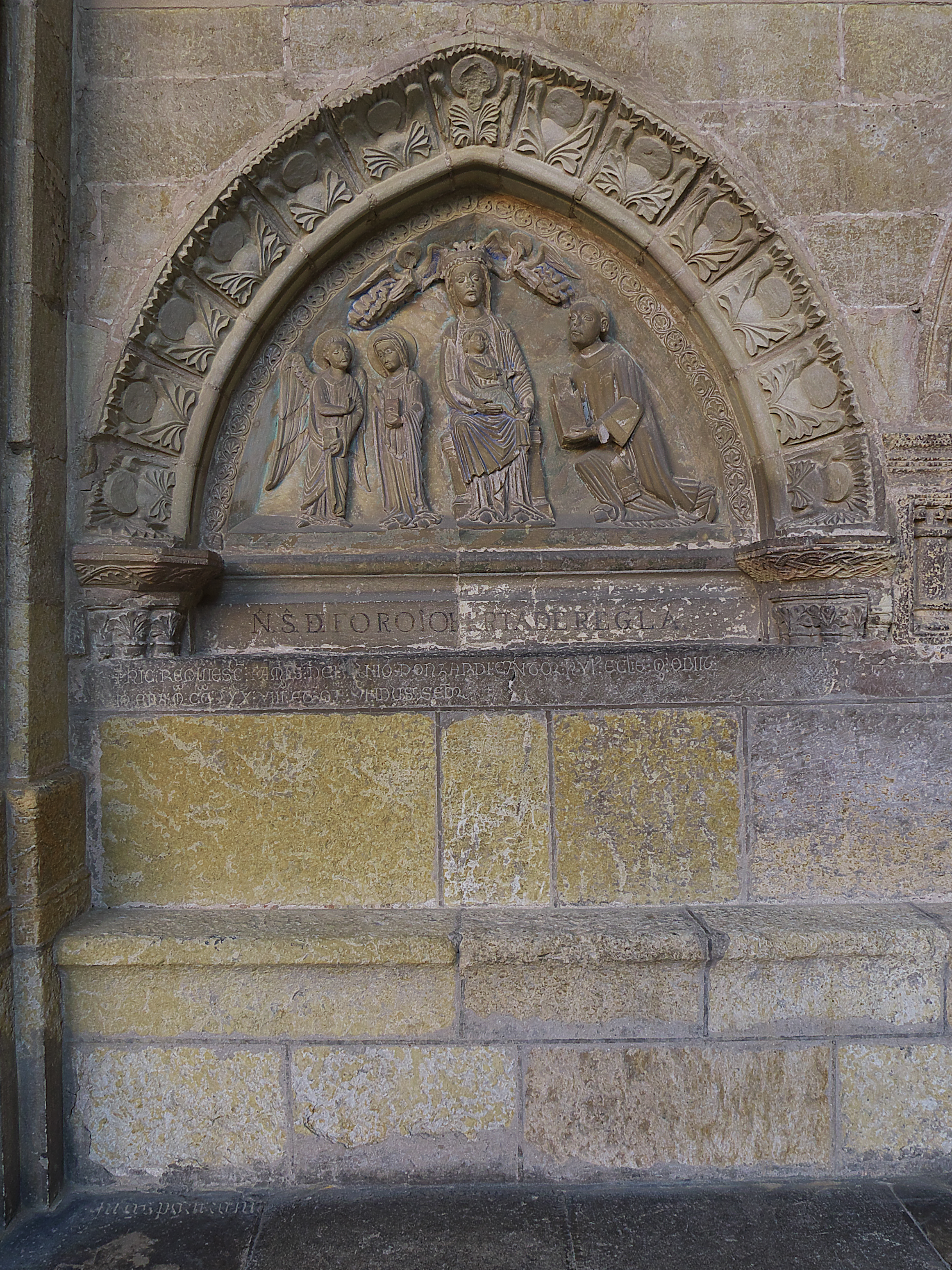
Nuestra Señora del Foro y Oferta de Regla

La fiesta de las Cantaderas es una de las más tradicionales en los anales legionenses. Un riojano, Atanasio Lobera fue testigo ocular del ceremonial en 1595, y lo tiene referido en Grandezas de la Iglesia y de la ciudad de León; su desarrollo duraba cuatro días (14, 15, 16 y 17 de agosto) y las cuatro parroquias principales de la ciudad (iglesia de San Marcelo, de Nuestra Señora del Mercado, de San Martín y de Santa Ana) estaban obligadas «a sacar cada cual por sí una danza de niñas», cada una escogía doce mocitas de diez a doce años «muy ricamente aderezadas con vestidos de brocados, ricas sedas, y sobrepuestos muchos aderezos de oro, plata, azabache y otros adornos de grande estima». Los atabales y el salterio salían de Nuestra Señora del Mercado. La sotadera, representante enviada desde Córdoba para elegir a las cien doncellas, que la Pícara Justina juzga como «la cosa más vieja y mala que vi en toda mi vida», lo hacía de San Marcelo, donde en el presbiterio destacan dos vidrieras, luminosas y coloristas, alusivas a esta fiesta, una en el lado sur o de la epístola, visible desde la capilla de la Inmaculada, y otra, la relativa a la sotadera, en el lado norte o del evangelio, perceptible desde la capilla del Cristo de los Balderas.
Justicias y Regidores, «en forma de ciudad», acompañados por las Cantaderas, iban desde el palacio de Poridad hasta la catedral, llevando un «carro engalanado» con polícroma colcha, ramajes y flores, y tirado por una pareja de bueyes con roscas de pan en las astas. Si los días 14 y 15 había ceremonias religiosas con asistencia de las citadas doncellas, el 16 «se corrían toros», y la ofrenda municipal se realizaba el 17 ante la gótica imagen de Nuestra Señora del Foro y Oferta de Regla. Consistía en un cestillo de panecillos pequeños, los llamados «cotinos», otro de frutas, con ciruelas y peras, y un toro muerto.
Nuestra Señora del Foro y Oferta de Regla, efigiada en destacado relieve, se encuentra en el sepulcro protogótico del chantre Munio Ponzardi, fallecido el 19 de septiembre de 1240, instalado en el ala sur del claustro. Allí, sitúa la sotadera el arco floral que porta, y en una mesita próxima, las Cantaderas depositan sus cestillos. En relación con el astado, en el capítulo XV de las Políticas ceremonias del Marqués de Fuente Oyuelo, obra datada en 1693, el noble leonés fija ya la dádiva del bovino en la cuarta parte de uno de los toros lidiados el día anterior, festividad de San Roque. Tiempo después, a partir de 1816, el cuarto de toro se suplió por una aportación económica de 250 reales.
Sabido es que el síndico municipal hacía la ofrenda con carácter libre y voluntario, es decir, como obsequio a dicha imagen de Nuestra Señora, y que el capitular aceptaba la entrega en condición de foro u obligación, nunca de otro modo. Después de tres intervenciones dialécticas impregnadas de juiciosos fundamentos, aticismo verbal, ironía y agudeza, la disensión era notoria. Al cabo, el escribano del Corregimiento, por su parte, levantaba acta de que la merced era una donación y, por ello, una oferta. Y el notario eclesiástico, por la suya, daba fe de que el argumento canonical era categórico y que, por lo tanto, el foro resultaba notorio y no admitía discusión alguna. Y aquí paz y después gloria.
Finalizado el acto del Foro u Oferta propiamente dicho, se celebra la eucaristía, y, después, ante la imagen de la Virgen Blanca, situada en el mainel de la puerta del Juicio Final, al igual que han hecho al llegar y ante Nuestra Señora del Foro u Oferta, mientras suenan la dulzaina y el tamboril, las Cantaderas interpretan la cantiga décima de Alfonso X el Sabio, (¿Donna d’as Donnas?), danza sacramental que desde 1950 se lleva a cabo a propuesta del autor de la música del himno de León, el maestro Odón Alonso. Luego la Corporación Municipal se dirige a la plaza del Grano, destino de los carros que en este día tienen allí un singular protagonismo, para la degustación de chorizo y morcilla entre bailes típicos regionales.